# Kyzyl-Kyja
Kyzyl-Kija (in kirghiso Кызыл-Кыя?, Kızıl-Kıya; in russo Кызыл-Кия?) è una città del Kirghizistan, situata nella regione di Batken, nel Kirghizistan sudoccidentale. Al 2009 la sua popolazione residente era di 44 144 abitanti (compresi i villaggi Karavan, Ak-Bulak e Jin-Jigen). Si trova sul bordo meridionale della valle di Fergana. La città è uno dei centri più antichi dell'industria carboniera in Kirghizistan.

## Geografia fisica

### Clima
Kyzyl-Kija ha un clima semi-arido freddo. La temperatura media annuale è di 11,7 gradi. Il mese più caldo è luglio con una temperatura media di 24,7 gradi e il mese più freddo è gennaio con una temperatura media di -3,4 °C (25,9 °F). La precipitazione media annuale è di 295,8 mm e ha una media di 68,6 giorni con precipitazioni. Il mese più piovoso è marzo con una media di 44,9 mm di precipitazioni e il mese più secco è agosto con una media di 4,1 mm di precipitazione.